# Cameron Twynham
Cameron Twynham (ur. 14 lutego 1996 roku w Market Harborough) – brytyjski kierowca wyścigowy.

## Życiorys

### Początki kariery
Twynham rozpoczął karierę w jednomiejscowych bolidach wyścigowych w wieku 16 lat w 2012 roku poprzez starty w edycji zimowej Formuły Renault Protyre BARC. Z dorobkiem 54 punktów uplasował się na szóstej pozycji w klasyfikacji generalnej. W tym samym w Dunlop InterSteps Championship siedmiokrotnie stawał na podium. Został sklasyfikowany na czwartej pozycji w końcowej klasyfikacji kierowców.

### Formuła 3
Na sezon 2013 Cameron podpisał także kontrakt z ekipą Team West-Tec na starty w European Fe Open oraz w Brytyjskiej Formule 3. W edycji hiszpańskiej zdobywał jedynie punkty w klasie Cup, gdzie dorobek 81 punktów dał mu drugie miejsce. W Wielkiej Brytynii w każdym z sześciu wyścigów, w których wystartował, stawał na podium. Z dorobkiem 82 punktów uplasował się tuż za podium klasyfikacji generalnej. W 2014 roku kontynuuje starty w Euroformula Open Championship. W ciągu ośmiu wyścigów raz stanął na podium. Uzbierał łącznie 53 punkty, co dało mu dziesiąte miejsce w końcowej klasyfikacji kierowców.

### Formuła Renault 3.5
W sezonie 2014 Twynham podpisał kontrakt z brytyjską ekipą Comtec Racing na starty w prestiżowej Formule Renault 3.5. Wystartował w sześciu wyścigach, w ciągu których nie zdołał zdobyć punktów.

### Porsche Supercup
W sezonie 2015 roku Brytyjczyk jeździł dla MOMO Megatron Team PARTRAX, dla którego zdobył 5 punktów i uplasował się na 20. pozycji.

## Wyniki

### Formuła Renault 3.5
| Legenda oznaczeń w tabelach wyników Wyświetl szablon na nowej stronie | Legenda oznaczeń w tabelach wyników Wyświetl szablon na nowej stronie                                                                     |
| Oznaczenie                                                            | Wyjaśnienie |
| --------------------------------------------------------------------- | --- |
| Złoty                                                                 | Zwycięzca lub mistrzostwo |
| Srebrny                                                               | 2. miejsce lub wicemistrzostwo |
| Brązowy                                                               | 3. miejsce lub II wicemistrzostwo |
| Zielony                                                               | Ukończył, punktował (w klasyfikacji generalnej, gdy zdobył co najmniej jeden punkt na przestrzeni sezonu, poza trzema powyższymi opcjami) |
| Niebieski                                                             | Ukończył, nie punktował (w klasyfikacji generalnej, gdy nie zdobył co najmniej jednego punktu na przestrzeni sezonu)                      |
| Czerwony                                                              | Nie zakwalifikował się (NZ) |
| Czerwony                                                              | Nie prekwalifikował się (NPK) |
| Różowy                                                                | Nie ukończył (NU) |
| Różowy                                                                | Niesklasyfikowany (NS) (w klasyfikacji generalnej, gdy nie został sklasyfikowany w żadnym wyścigu sezonu)                                 |
| Czarny                                                                | Zdyskwalifikowany (DK) |
| Czarny                                                                | Wykluczony (WYK/EX) |
| Biały                                                                 | Nie wystartował (NW) |
| Biały                                                                 | Kontuzjowany (K/INJ) |
| Biały                                                                 | Wyścig odwołany (OD/C) |
| Bez koloru                                                            | Został wycofany (WYC/WD) |
| Bez koloru                                                            | Nie przybył (NP/DNA) |
| Bez koloru                                                            | Nie brał udziału w treningach (NT/DNP) |
| Bez koloru                                                            | Nie został zgłoszony (–) |
| Pogrubienie                                                           | Start z pole position |
| Kursywa                                                               | Najszybsze okrążenie wyścigu |
| †                                                                     | Nie ukończył, ale jego rezultat został zaliczony ze względu na przejechanie więcej niż 90% dystansu wyścigu.                              |
| *                                                                     | Sezon w trakcie |
| 1/2/3                                                                 | Punktowana pozycja w sprincie kwalifikacyjnym                                                                                             |
| Lista systemów punktacji Formuły 1                                    | |

| Rok  | Zespół        | Wyniki w poszczególnych eliminacjach | Wyniki w poszczególnych eliminacjach | Wyniki w poszczególnych eliminacjach | Wyniki w poszczególnych eliminacjach | Wyniki w poszczególnych eliminacjach | Wyniki w poszczególnych eliminacjach | Wyniki w poszczególnych eliminacjach | Wyniki w poszczególnych eliminacjach | Wyniki w poszczególnych eliminacjach | Wyniki w poszczególnych eliminacjach | Wyniki w poszczególnych eliminacjach | Wyniki w poszczególnych eliminacjach | Wyniki w poszczególnych eliminacjach | Wyniki w poszczególnych eliminacjach | Wyniki w poszczególnych eliminacjach | Wyniki w poszczególnych eliminacjach | Wyniki w poszczególnych eliminacjach | Punkty | Pozycja |
| ---- | ------------- | ------------------------------------ | ------------------------------------ | ------------------------------------ | ------------------------------------ | ------------------------------------ | ------------------------------------ | ------------------------------------ | ------------------------------------ | ------------------------------------ | ------------------------------------ | ------------------------------------ | ------------------------------------ | ------------------------------------ | ------------------------------------ | ------------------------------------ | ------------------------------------ | ------------------------------------ | ------ | ------- |
| 2014 | Comtec Racing | ITA                                  | ITA                                  | ARA                                  | ARA                                  | MON                                  | BEL                                  | BEL                                  | RUS                                  | RUS                                  | DEU                                  | DEU                                  | HUN                                  | HUN                                  | FRA                                  | FRA                                  | JER                                  | JER                                  | 0      | 25      |
| 2014 | Comtec Racing | –                                    | –                                    | –                                    | –                                    | –                                    | –                                    | –                                    | –                                    | –                                    | 18                                   | 11                                   | 18                                   | 17                                   | 19                                   | 18                                   | –                                    | –                                    | 0      | 25      |

### Podsumowanie
| Sezon | Seria                                         | Zespół                     | Wyścigi | Zwycięstwa | PP | NO | Podium | Punkty | Pozycja |
| ----- | --------------------------------------------- | -------------------------- | ------- | ---------- | -- | -- | ------ | ------ | ------- |
| 2012  | Formuła Renault Protyre BARC (edycja zimowa)  | SWB Motorsport             | 4       | 0          | 0  | 0  | 0      | 54     | 6       |
| 2012  | Dunlop InterSteps Championship                | Fortec Motorsport          | 23      | 0          | 0  | 1  | 7      | 412    | 4       |
| 2013  | European F3 Open - Copa (edycja zimowa)       | Team West-Tec              | 1       | 0          | 0  | 0  | 1      | 0      | NS†     |
| 2013  | European F3 Open                              | Team West-Tec              | 16      | 0          | 0  | 0  | 0      | 0      | NS      |
| 2013  | European F3 Open - Championship Cup           | Team West-Tec              | 16      | 2          | 1  | 2  | 9      | 81     | 2       |
| 2013  | Brytyjska Formuła 3 - Klasa narodowa          | Team West-Tec              | 6       | 0          | 0  | 0  | 6      | 82     | 4       |
| 2014  | Formuła Renault 3.5                           | Comtec Racing              | 6       | 0          | 0  | 0  | 0      | 0      | 25      |
| 2014  | Euroformula Open Championship (edycja zimowa) | Team West-Tec              | 1       | 0          | 0  | 0  | 0      | 0      | NS      |
| 2014  | Euroformula Open Championship                 | Team West-Tec              | 8       | 0          | 0  | 0  | 1      | 53     | 10      |
| 2015  | Porsche Supercup                              | Momo Megatron Team PARTRAX | 5       | 0          | 0  | 0  | 0      | 5      | 20      |
| 2015  | Porsche Sports Cup Endurance - 5e             | Momo Megatron Team PARTRAX | 2       | 2          | 1  | 2  | 2      | 0†     | NS†     |
| 2015  | Porsche Super Sports Cup - 5e                 | Momo Megatron Team PARTRAX | 2       | 2          | 2  | 2  | 2      | 0†     | NS†     |

† – Twynham nie był zaliczany do klasyfikacji.